# Иванова, Валентина Сергеевна
Валентина Сергеевна Ивано́ва (20 марта 1937 года — 7 июня 2008 года, Москва) — советский и российский журналист, кинокритик.

## Биография
Родилась 20 марта 1937 года. Окончила Московский городской педагогический институт имени В. П. Потёмкина и заочное отделение факультета журналистики Московского государственного университета. МГУ окончила в 1963 году.
С 1959 года работала штатным сотрудником в отделе литературы и искусства редакции газеты «Московский комсомолец».
В 1963 году перешла в отдел кино редакции газеты «Советская культура». В 1963 году начала печататься по вопросам кино.
В 1979 году вступила в КПСС. С 1987 года — заместитель редактора отдела кино газеты «Советская культура».
В 1995 году совместно с мужем, писателем Сергеем Есиным, была инициатором фестиваля «Литература и кино» в Гатчине.
Член Союза журналистов СССР с 1962 года, член Союза кинематографистов СССР с 1975 года. Член Союза писателей России с 1999 года.
Выступала в печати по вопросам кино с 1957 года. Автор ряда статей по проблемам современного киноискусства в журналах «Советский экран», «Искусство кино», в газетах «Правда», «Советская культура», «Литературная газета», «Литературная Россия», «Московский комсомолец» и др.
Много лет до самой смерти жила с отказавшими почками на гемодиализе. В 1998 году опубликовала в журнале «Новый мир» документальную повесть «Болезнь».
Умерла 7 июня 2008 года в Москве.

## Награды
- орден «Знак Почета»[2]